# Minolta XK
Minolta XK (в Европе Minolta XM, в Океании Minolta X-1) — профессиональный малоформатный однообъективный зеркальный фотоаппарат, выпускавшийся компанией Minolta в Японии. Камера была впервые показана общественности на выставке Photokina в сентябре 1972 года, а её продажи начались в апреле 1973. Модель создавалась, чтобы составить конкуренцию профессиональным Nikon F2 и Canon F-1, выпущенным в 1971 году.

## Технические особенности
От предыдущих моделей своей линейки Minolta XK отличалась возможностью замены видоискателя и фокусировочного экрана, а также затвором, в котором вместо тканевых использованы более надёжные шторки из титановой фольги. Автоматическое управление экспозицией бесступенчатой регулировкой выдержки было главным преимуществом Minolta XK, и впервые реализовано в профессиональной камере. Nikon решился применить в фотоаппарате такого класса энергозависимое электромагнитное управление затвором только в 1980 году, а аналогичный Canon New F-1 появился ещё через год. 
Синхронизация с электронной вспышкой была доступна на выдержках не короче 1/100, что считается рекордом для затворов такого типа. Ещё одной особенностью было сенсорное включение TTL-экспонометра при охвате корпуса рукой. Для фотоаппарата выпускались 5 сменных пентапризм, шахта, увеличительная лупа для макросъёмки и 9 фокусировочных экранов разного типа. В измерительной пентапризме типа «AE» Minolta реализовала уникальную по тем временам технологию «CLC» (англ. Contrast Light Compensation) с двумя фоторезисторами, независимо измеряющими разные части кадра. Система, впервые опробованная в любительской модели SR-T-101 в 1966 году, стала прообразом современного матричного режима измерения, не имея аналогов ни в одном профессиональном фотоаппарате своего времени. Выпущена также новая линейка сменных объективов «Rokkor-X» с улучшенными характеристиками. 
По многим параметрам и возможностям Minolta XK опередила своих главных конкурентов, но так и не стала популярной у профессиональных фотографов. Главным просчётом разработчиков стала невозможность использования приставных электроприводов, которые на тот момент уже считались одним из ключевых элементов профессиональной фототехники. Выпущенная в 1976 году моторизованная версия «Minolta XK Motor» с несъёмным приводом не смогла исправить положения, а маркетинговые ошибки компании не оставили шансов на завоевание рынка.